# Moonflower
Moonflower är ett musikalbum av Santana som lanserades i oktober 1977. Skivan släpptes som dubbel-LP och blandar liveinspelningar med studioinspelningar. Liveinspelningarna gjordes under Europa-turnerandet till stöd för albumet Festival. Studioinspelningarna gjordes i San Francisco. Skivan innehåller en cover på The Zombies 1960-talshit "She's Not There" som släpptes som singel och blev en hit på båda sidor av Atlanten. Gruppens keyboardist Tom Coster samskrev mycket av det nyinspelade materialet tillsammans med Carlos Santana.

## Låtlista
(kompositörernas efternamn inom parentes)
1. "Dawn/Go Within" (Coster/Santana) - 2:44
2. "Carnaval" - (Coster) - 2:17 (live)
3. "Let the Children Play" (Santana) - 2:37 (live)
4. "Jugando" (Santana) - 2:09 (live)
5. "I'll Be Waiting" (Santana) - 5:20
6. "Zulu" (Coster/Santana) - 3:25
7. "Bahia" (Coster/Santana) - 1:37
8. "Black Magic Woman/Gypsy Queen" (Green/Szabo) - 6:32 (live)
9. "Dance Sister Dance (Baila Mi Hermana)" (Chancler/Coster/Rubinson) - 7:45 (live)
10. "Europa (Earth's Cry Heaven's Smile)" (Coster/Santana) - 6:07 (live)
11. "She's Not There" (Argent) - 4:09
12. "Flor d'Luna (Moonflower)" (Coster) - 5:01
13. "Soul Sacrifice/Head, Hands & Feet" (Santana Band/Lear) - 14:01 (live)
14. "El Morocco" (Coster/Santana) - 5:05
15. "Transcendance" (Santana) - 5:13
16. "Savor/Toussaint L'Overture" (Santana Band) - 12:56 (live)

## Listplaceringar
| Lista (1977-1978) | Position            |
| ----------------- | ------------------- |
| Finland           | 19                  |
| Frankrike         | 6                   |
| Kanada            | 8                   |
| Nederländerna     | 2                   |
| Norge             | 16 (VG-lista)       |
| Nya Zeeland       | 12                  |
| Storbritannien    | 7 (UK Albums Chart) |
| Sverige           | 22 (Topplistan)     |
| USA               | 10 (Billboard 200)  |
| Västtyskland      | 16                  |
| Österrike         | 10                  |